# Куберт, Джо
Джо́зеф «Джо» Ку́берт (англ. Joseph "Joe" Kubert [ˈkjuːbərt]; 18 сентября 1926 — 12 августа 2012) — американский деятель искусств, художник комиксов, а также основатель и педагог Школы Куберта. Родился в Польше, в еврейской семье, которая переехала в Бруклин, Нью-Йорк, когда ему было 2 месяца.
Его наиболее известными работами являются серии комиксов о персонажах сержанте Роке и человеке-ястребе, издававшиеся DC Comics; также он является создателем нескольких персонажей (самый известный — первобытный человек Тор (англ. Tor)). Двое его сыновей, Энди Куберт и Адам Куберт, также стали художниками комиксов. В 1997 году он получил награду Harvey Award, в 1998 году введён в Зал славы Уилла Айснера.